# プレッピー・コネクション
『プレッピー・コネクション』（原題:The Preppie Connection）は2015年に公開されたアメリカ合衆国のドラマ映画である。監督はジョセフ・カステロ、主演はトーマス・マンが務めた。本作は日本国内で劇場公開されなかったが、Amazonによる配信が行われている。
本作は1984年に大学進学予備校の学生、デレク・オーティスが30万ドル相当のコカインを密輸した容疑で逮捕された事件を題材としている。

## 概略
1980年代初頭。労働者階級の家庭で育ったトビアス・ハメルは奨学金を得て名門私立学校に入学した。ほどなくして、トビアスは友人の依頼で校内にコカインを持ち込む役割を引き受けるようになった。トビアスはかつての友人たちのコネを駆使してコカインを調達していたが、ついにはコロンビアの麻薬カルテルと直接取引するようになり、学校を中心としたコカインの売買網を構築するに至った。有頂天になるトビアスだったが、彼が歩んだ道は破滅に通じる道でしかなかった。

## キャスト
- トーマス・マン - トビアス・ハメル
- ルーシー・フライ - アレクシス・ヘイズ
- サム・ペイジ - ミスター・ジェニングス
- ジェシカ・ローテ - ローラ
- ギジェルモ・アリバス - フィデル
- ビル・セイジ - マイク・ハメル
- ローガン・ハフマン - エリス・タインズ
- エイミー・ハーグリーヴス - イングリッド
- ライアン・ウォード - パイパー
- ヘムキー・マデーラ - ポール
- キーナン・ジョリフ - トッパー
- ロバート・ゴリー - ベン
- ダニエル・コヴィン - チップ
- トム・タミー - フィールディング医師
- テレサ・イェンク - カリスタ
- ディラン・ブルー - デニス
- ジミー・ブリューワー - マイケル
- デヴィッド・ヴェガ - レイモン
- ハリー・サットン・Jr - エド・ブラッドリー
- ダグ・プロー - チャック

## 製作
2013年1月22日、エヴァン・ピーターズとベラ・ヒースコートが本作に出演するとの報道があった。2014年7月21日、本作の主要撮影がニューヨークで始まった。30日、ピーターズとヒースコートが降板することになり、後者の代役としてルーシー・フライが起用されていたと報じられた。31日、トーマス・マンとローガン・ハフマンがキャスト入りした。8月12日、プエルトリコでの撮影が始まった。

## 公開・マーケティング
2015年10月10日、本作はハンプトン国際映画祭でプレミア上映された。12月3日、IFCフィルムズが本作の全米配給権を獲得したと報じられた。2016年2月13日、本作のオフィシャル・トレイラーが公開された。

## 評価
本作に対する批評家からの評価は芳しいものではない。映画批評集積サイトのRotten Tomatoesには9件のレビューがあり、批評家支持率は11%、平均点は10点満点で5点となっている。また、Metacriticには6件のレビューがあり、加重平均値は34/100となっている。